# Ар-Рафка
Ар-Рафка (англ. al-Rafqah, араб. الرافقة) — поселення в Сирії, що складає невеличку друзьку общину в нохії Сальхад, яка входить до складу однойменної мінтаки Сальхад в південній сирійській мухафазі Ас-Сувейда.